# Фабио Коентрао
Фабио Коентрао (порт. Fábio Coentrão; Виља де Конде, 11. март 1988) је португалски фудбалер. Игра на позицији левог бека и крила. Тренутно наступа за Рио Аве.

## Трофеји

### Бенфика
- Првенство Португала (1) : 2009/10.
- Лига куп Португала (2) : 2009/10, 2010/11.

### Реал Мадрид
- Првенство Шпаније (2) : 2011/12, 2016/17.
- Куп Шпаније (1) : 2013/14.
- Суперкуп Шпаније (1) : 2012.
- Лига шампиона (2) : 2013/14, 2016/17.
- Суперкуп Европе (1) : 2014.
- Светско клупско првенство (2) : 2014, 2016.

### Спортинг Лисабон
- Лига куп Португала (1) : 2017/18.